# Караваев, Владимир Афанасьевич (хирург)
Влади́мир Афана́сьевич Карава́ев (8 [20] июля 1811, Вятка — 3 [15] марта 1892, Киев) — русский хирург; один из основателей медицинского факультета Киевского университета С. Владимира, заслуженный профессор. Тайный советник.

## Биография
Родился 8 (20) июля 1811 года в Вятке, в купеческой семье; был 3-м сыном; старшие братья, Афанасий и Иван, продолжали дело отца.
После окончания в 1827 году гимназии поступил на медицинский факультет Императорского Казанского университета. Окончив его в 1831 году с серебряной медалью, получил диплом врача I=го разряда. С 1832 года служил ординатором в Военно-сухопутном госпитале в Санкт-Петербурге, затем, в 1833—1834 годах — в Мариинской больнице, где консультантами работали петербургские профессора Х. Х. Соломон и И. В. Буяльский. В 1834—1836 годы совершенствовал хирургические знания в клиниках Берлинского и Гёттингенского университетов, у лучших хирургов Германии — Иоганна Непомука Руста, Иоганна Христиана Юнгкена и ринопластика Карла Фердинанда фон Грефе. В клинике К. Грефе Караваев познакомился с Н. И. Пироговым, и тот стал ближайшим его другом, единомышленником и учителем.
Когда в 1836 году Н. И. Пирогов был избран на кафедру хирургии Дерптского университета, он предложил В. А. Караваеву место в своей клинике. В. А. Караваев занимался исследовательской деятельностью под руководством Н. И. Пирогова в период 1836—1838 годов. В Дерпте же ему была присуждена степень доктора медицины (1838) за диссертацию о травматическом флебите («De phlebitide traumatica»). 11 марта 1839 года он был «назначен в Кронштадтский морской госпиталь ординатором в качестве оператора». Здесь Караваев стал настолько видной фигурой в российской медицине, что был рекомендован Медицинским комитетом на кафедру хирургии намеченного ещё только к организации медицинского факультета киевского Императорского университета Святого Владимира. 24 декабря 1840 года попечитель Киевского учебного округа уведомил совет Киевского университета о назначении Караваева экстраординарным профессором хирургии; это назначение состоялось ещё до открытия медицинского факультета. В 1842 году он стал ординарным профессором. В 1843—1847 годах В. А. Караваев занимал должность декана медицинского факультета. Был основателем и руководителем факультетской хирургической клиники. С 1865 года — заслуженный профессор, а с 1881 года — сверхштатный профессор. Факультетской хирургической клиникой В. А. Караваев заведовал до 1882 года. Оставив руководство клиникой по состоянию здоровья, он продолжал преподавать оперативную хирургию и хирургическую анатомию до 1886 года.
В 1891 году Шулявская улица в Киеве, на которой В. А. Караваеву с 1850-х гг. принадлежал участок № 13 (первоначальная застройка не сохранилась), была переименована в Караваевскую (ныне улица Льва Толстого) в связи с 50-летием научной и педагогической деятельности В. А. Караваева; также название Караваевской получила ранее безымянная площадь в начале этой улицы (ныне площадь Льва Толстого).
Император Александр III своим высочайшим указом присвоил Владимиру Афанасьевичу Караваеву звание действительного тайного советника.
Умер в Киеве 3 (15) марта 1892 года (от гриппа). Похоронен на центральной аллее Байкового кладбища.

## Практическая деятельность
В Морском госпитале (Кронштадт) заинтересовался проколами околосердечной сумки (пункция перикарда). Разработал в эксперименте свою методику этой пункции. В 1839—1840 гг. В. А. Караваев систематически производил парацентез перикарда во время вспышки скорбута в Кронштадте. Владимир Афанасьевич Караваев предложил новую методику и технику тенотомии при косоглазии и первым в России произвел эту операцию. На 25 лет раньше Альберта ф. Грефе он ввел в широкую практику разрез роговицы в верхней части при катаракте и показал целесообразность этого разреза более чем в тысяче наблюдений. Этот способ и сегодня применяют многие офтальмологи мира. Профессору Караваеву принадлежит инициатива открытия самостоятельной кафедры офтальмологии в Киеве.
Вместе с профессором анатомии А. П. Вальтером в эксперименте изучал действие эфира и хлороформа и одним из первых хирургов в России с большим успехом применил обезболивание на практике. В. А. Караваев выполнил первую операцию под наркозом в Киеве 18 февраля 1847 г. Он также положил начало пластической хирургии лица. В. А. Караваев — первым из хирургов, предложил в доантисептический период способ ампутации с образованием кожных и кожно-мышечных лоскутов с уменьшенной массой мышц. Этот метод способствовал профилактике нагноения мышечной ткани.
Владимир Афанасьевич Караваев воспитал целую плеяду талантливых врачей различных специальностей, некоторые его ученики впоследствии стали крупными хирургами. В их числе — Н. М. Волкович, А. С. Яценко (1842—1897), И. Ф. Сабанеев (1856—1937), К. М. Сапежко (1857—1928), Я. В. Зильберберг (1857—1934). Его учениками были также В. А. Миллиот (?—1870), В. К. Курдюмов (1822—1862), В. С. Козловский, А. Т. Богаевский.

## Память
- В честь В. А. Караваева название получила местность Киева — Караваевы дачи и находящаяся в ней одноимённая железнодорожная станция.
- В 1962 году в честь В. А. Караваева названа улица Профессора Караваева в Киеве (бывшая Малая Железнодорожная)
- В Днепре также есть улица, названная в его честь.

## Награды
- Орден Святого Станислава 1-й (1869) и 2-й (1844) степени
- Орден Святой Анны 1-й (1874), 2-й (1848) степени и 3-й степени с императорской короной (1855)
- Орден Святого Владимира 2-й (1880) и 3-й (1865) степени
- Орден Святого Александра Невского
- Медаль «В память войны 1853—1856»
- Знак отличия беспорочной службы за XL лет (1879).